# Rezonville-Vionville
Rezonville-Vionville es una comuna francesa, situada en el departamento de Mosela, de la región del Gran Este, creada el 1 de enero de 2019. La sede y mayor población es Rezonville.

## Geografía
Está ubicada a 15 km al oeste de Metz, fronteriza con el departamento de Meurthe y Mosela.

## Historia
Fue creada como una comuna nueva el 1 de enero de 2019, en aplicación de una resolución del prefecto de Mosela del 30 de noviembre de 2018 con la unión de las comunas de Rezonville y Vionville, pasando a estar el ayuntamiento en la antigua comuna de Rezonville.